# Traslazione dei tributi
La traslazione delle imposte è il fenomeno che si verifica quando il contribuente (cosiddetto contribuente di diritto o percosso), riversa parte o l'intera quota del tributo dovuto su un altro contribuente (cosiddetto contribuente di fatto o inciso), in genere l'acquirente di un bene o di un servizio, attraverso la formazione del prezzo.

## Tipologie
È uno degli usuali comportamenti che un soggetto colpito da imposta o da tassa può tenere nel caso esso decida di ridurre il gravame dei tributi a suo carico, tra i quali:
- evasione
- elusione
- traslazione.

La traslazione dell'imposta può avvenire lungo il processo produttivo di un bene, nel caso di
cessione di materia prima o di un prodotto semilavorato, o al termine del processo di produzione,
per la cessione al consumatore finale. Per effetto della traslazione, un'imposta originariamente
gravante sulla produzione, può di fatto comportarsi come un'imposta sul consumo. Si pensi, ad esempio, alle imposte sui carburanti, che necessariamente vengono imputate al prezzo. Lo stesso può avvenire per una tassa corrisposta all'Erario a fronte di un servizio reso dalla Pubblica Amministrazione.

## Conseguenze
Solitamente gli operatori, sia consumatori che venditori, all'entrata in vigore di un'imposta o di una tassa si comportano in modo tale da subire il meno possibile gli effetti del prelievo, promuovendo conseguenze economiche importanti: innanzitutto la modificazione dell'allocazione delle risorse, primo fra tutti il reddito, ma anche la variazione nel volume delle varie risorse che hanno a disposizione e di quelle effettivamente utilizzate. In tema di benessere economico generale, ne risente anche la situazione dei vari costi che gli individui devono sopportare a causa degli effetti distorsivi dell'imposta.
| Controllo di autorità | Thesaurus BNCF 35104 |